# ويلبر لوسيوس كروس
ويلبر لوسيوس كروس (بالإنجليزية: Wilbur Lucius Cross)‏ هو سياسي أمريكي، ولد في 10 أبريل 1862 في مانسفيلد في الولايات المتحدة، وتوفي في 5 أكتوبر 1948 في نيو هيفن في الولايات المتحدة. حزبياً، نشط في الحزب الديمقراطي. وقد انتخب حاكم كونيتيكت ‏ (7 يناير 1931 – 4 يناير 1939).

## روابط خارجية
- ويلبر لوسيوس كروس على موقع إن إن دي بي (الإنجليزية)